# 查拉特南戈 (查拉特南戈省)
查拉特南戈(Chalatenango)是薩爾瓦多的城鎮，位於該國西北部，由查拉特南戈省負責管轄，下轄6個縣(cantón)和36個村鎮(caserío)。面積131.5平方公里，海拔高度396米，2008年人口30,080，人口密度每平方公里160人。
14°2′21″N 88°56′29″W / 14.03917°N 88.94139°W